# Jaume Mir Ramis
Jaume Mir Ramis (Felanitx, 1915 - Palma, 2012) fou un escultor mallorquí. Va aprendre l'ofici gràcies al seu pare, que era picapedrer. Va formar-se oficialment a l'Escola de Belles Arts de Madrid, on llicenciaria el 1940. Entre 2003 a 2007 va ser president de la Reial Acadèmia de Belles Arts de Sant Sebastià de Palma.
La seva obra es caracteritza per tenir una deixa èpica, llegendària, poblada de figures de les Illes Balears, tractada amb la consideració de mites. Entre les seves creacions destaca la força àgil dels foners, la gràcia tràgica de Nuredduna, el misteri de la Balenguera i la solidesa dramàtica de Guillem Sagrera. El 1998 va rebre el Premi Ramon Llull i el 1972 i el 1979 va rebre el Premi Ciutat de Palma. El 2001 va obtenir la Medalla d'Or de Palma i el 2010 la 
Medalla d'Honor i Gratitud del Consell.
1915 Neix a Felanitx el 8 de setembre de 1915. Fill del mestre picapedrer Joan Mir i de Miquela Ramis.
1923 Als vuit anys deixa l'escola i comença a treballar de picapedrer amb son pare.
1929 Treballa a l'ermita de San Salvador a Felanitx, en els grups escultòrics del monument a Crist Rei. I és allà on, com ell mateix confessa, “comença la meva vocació d'escultor. En veure aquells homes treballant la pedra, pens: i per què no ho puc fer jo?”
1933 Estudia a l'Escola d'Arts i Oficis de Palma i es prepara per a l'ingrés a l'Escola Superior de Belles Arts de San Fernando a Madrid.
1934 Obté una beca de l'Excma. Diputació de Balears. A Madrid té com a professors, entre d'altres, Capuz, Vàzquez Díaz. Foner per a la diputació de Balears. Aquesta serà la seva primera obra i el seu primer foner, tema sobre el qual tornarà en plena maduresa.
1935 Bust del senyor Mateu Alzamora, a més d'un baix relleu, un bust i un projecte de monument.
1937 És encarregat de càtedra de l'Institut Laboral de Felanitx. Forma part de la comissió per a la creació de l'Escola de Treball de Felanitx i hi és nomenat professor de dibuix.
1938 Grup escultòric “España rompe sus yugos” per a l'Excma Diputació de Balears.
1939 Diversos esbossos per al concurs del monument al Baleares. Realització de la Cruz de los caídos de Felanitx.
1940 Obté el premi Madrigal de final de curs d'Escultura. Fa el discurs d'homenatge necrològic a l'escultor i membre de la Real Academia de San Fernando Julio Vicent en el Teatre del Cercle de Belles Arts de Madrid, amb el títol Padre, maestro y amigo. Grup escultòric “Esto es Navarra”. Funda el Centre d'Art i Cultura de Felanitx.
1941 Obté la llicenciatura en Belles Arts per l'Escola Superior de Belles Arts de San Fernando, en l'especialitat d'Escultura. Obté el premi extraordinari Final de Carrera per oposició, el premi Fundación Madrigal concedit per la Reial Acadèmia de Belles Arts de San Fernando de Madrid, el premi Salón de Primavera i la medalla de bronze de dibuix i gravat del Cercle de Belles Arts de Palma. Realitza els retrats de Miquel Sard, Ernesto Mestre i Bartolomé Rebassa. Monument per al Col·legi de la Immaculada de Palma. Obté el premi Fundación Aníbal Álvarez, concedit per la Reial Acadèmia de Belles Arts de San Fernando de Madrid. Grup escultòric “Lujo y miseria” amb quatre figures. Prepara una col·lecció de temes típics mallorquins, tractats en baix relleu.
1942 Obté la llicenciatura en l'especialitat de Modelatge de Medalles, amb premi extraordinari fi de carrera.
1943 Encarregat de càtedra d'Ensenyament General de Modelatge a l'Escola Superior de Belles Arts Santa Isabel de Hungría de Sevilla.
1944 Retrat del doctor Rigo, per l'ermita de San Salvador de Felanitx. Realitza l'obra “Eva” de fusta.
1945 Obté la medalla de bronze en Escultura del IV Saló de Tardor del Cercle de Belles Arts de Palma, amb l'obra titulada “Composición”. Mausoleu per a la família Ginard del cementeri de Campos. És nomenat professor de Modelatge de l'Escola d'Arts i Oficis de Palma.
1946 És proposat per a l aprimera medalla Nacional de la Biennal de Belles Arts amb l'obra “Ritmo”. Medalla de bronze en Escultura en el V Saló de Tardor del Cercle de Belles Arts de Palma, amb la citada obra (actualment amb el títol Deessa de Formentor).
1947 Medalla de bronze en Ceràmica de la Diputació de Balears en el Segon Certamen d'Arts Decoratives. Medalla de bronze en Escultura en el Saló de Tardor del Cercle de Belles Arts. Primer premi del concurs internacional d'Escultura de l'Any Marià. Guanyador del Concurs de Retrats del Bisbe Campins. Estàtua de “Ramon Llull”, a Llubí.
1949 Obté per oposició, amb el número u, la càtedra de Modelatge i Buidatge de l'Escola d'Arts i Oficis de Palma, on treballa fins a la seva jubilació. Monument al Bisbe Campins, per a l'Ajuntament de Porreres. Mausoleu per a la família Magí Marquès, en el cementeri d'Inca. Mausoleu per a la família Tejedor, en el cementeri de Felanitx. Monument de pedra viva al senyor Manuel Salas, per al centre Psiquiàtric de Palma. Primer premi Extraordinari de l'Escola Superior de Bellas Arts de San Fernando de Madrid.
1950 Li concedeixen la Medalla de la Ciutat de Felanitx. És nomenat membre de la Reial Acadèmia de Belles Arts i Ciències Històriques de Toledo. Quatre relleus i set estàtues per a l'Hotel Bahía Palace de Palma. Relleu a la façana del Col·legi de Sant Francesc de Palma. Relleu titulat “El trabajo” per a la casa Pairal Salas, a Palma.
1951 Conjunt monumental de cinc relleus de metall i pedra viva sobre la vida de Sant Francesc d'Assís, pel Col·legi de Sant Francesc de Palma. Monument a Adan Diehl, per a l'Hotel Formentor. Sant Francesc d'alabastre per al Col·legi Sant Francesc de Palma. Exposa en la V fira d'Artesania la figura del “Jacent”, el “Ramon Llull” i els esbossos dels relleus de Sant Francesc.
1952 Monuments per a l'Aeroport de Son Sant Joan de Palma: “Conseguida la aspiración a volar”, “Al personal de tierra” i “Ansias de libertad”, ara “Ícar”. Dos relleus en forma de monòlits “Ramon Llull” i “Fra Juníper Serra” per a la sala d'actes del Col·legi Sant Francesc de Palma. Pas de Setmana Santa “El Santo Entierro” per a la Cofraria Joventut Seràfica de Palma. Monument a “La Ciudad de Palma”, per encàrrec de l'Ajuntament. Frontó per a l'Església dels Franciscans de l'avinguda Meridiana de Barcelona “El canto a la vida”, de 14 metres.
1953 Pas de Setmana Santa de fusta policromada “Entrada de Jesús en Jerusalén”, per a la Cofraria de Santiago, a l'Església de Sant Jaume de Palma.
1954 Monument a l'Arxiduc Lluís Salvador, per a l'Ajuntament de Palma. Monument a la Immaculada, per a l'Ajuntament de Felanitx. Pas de Setmana Santa de fusta policromada “El Santo Entierro”, per a la Cofraria de Joventut Teatina de Felanitx.
1955 Monument a Sor Francinaina Cirer, per a l'Ajuntament de Sencelles.
1956 És nomenat membre de la Reial Acadèmia de Belles Arts de San Fernando de Madrid. Escultura a Lluís Vives, per al Col·legi Lluís Vives de Palma.
1957 Primera Medalla d'Escultura del Saló de Tardor del Cercle de Belles Arts de Palma. Retrat del senyor josep Balaguer, per al Cercle de Belles Arts de Palma.
1958 Medalla d'honor del Saló de Tardor del Cercle de Belles Arts de Palma.
1959 Mausoleu per a la família Balaguer, en el cementeri de Palma.
1960 Obté per oposicó la plaça de professor de Dibuix de l'Institut Ramon Llull de Palma. Mausoleu al cementeri de Llucmajor. Pas de Setmana Santa de fusta policromada “La Madre de Dios de los Dolores”, per a la Cofraria la Macarena de Felanitx.
1962 Conjunt escultòric per al Monestir de Lluc “La Cantoría” d'alabastre, i la peanya de la Verge formada per quatre àngels i quatre canelobres: cada un és la figura d'un blauet.
1964 Realitza els passos de Setmana Santa “El Santo Entierro” i “La Virgen y San Juan” per a la Cofraria de la Joventut Seràfica de Palma.
1966 Estàtua de Sant Francesc, per al Monestir de Randa.
1967 És nomenat membre de la Reial Acadèmia de Belles Arts de Sant Sebastià a Palma. 1969. Realitza el sagrari, la verge i l'àngel, per al Col·legi Mare Alberta de Palma.
1968 Altar i sagrari de bronze, relleus i estàtues de fusta de San Francesc i Marededeu per l'Església de La Porciúcula de l'Arenal de Palma.
1971 És nomenat director de l'Escola d'Arts i Oficis de Palma. Durant deu o dotze anys pràcticament deixa l'escultura i dedica tot el seu temps a la docència i a la direcció de l'Escola, que en aquests anys passa de tenir 10 professors a tenir-ne 40 i de 200 alumnes a 2000, tot augmentat el nombre d'especialitats fins a 13. Va lluitar durant aquests anys perquè l'Escola es convertís en universitaria.
1972 Premi Ciutat de Palma. Monument a Guillem Sagrera.
1974 Sota la seva direcció es creen a l'Escola d'Arts i Oficis les especialitats de Fotografia i Esmalts. Es comencen a impartir classes de Dibuix del Natural.
1977 Crea l'especialitat de Restauració a l'Escola d'Arts i Oficis.
1978 Pateix un segrest, del qual s'allibera ell mateix. Aquest fet va suposar un trencament en la seva vida: a partir d'aquí, se'n fa un nou plantejament que repercuteix positivament en la seva obra.
1979 Per segona vegada se li concedeix el Premi Extraordinari dels premis Ciutat de Palma d'Escultura, amb l'obra Feinejant.
1980 Monument a Guillem Sagrera, de bronze de 230 cms, per situar-lo al costat de la Llonja de Palma. L'estàtua va estar desapareguda molts d'anys.
1982 Crist, Altar i Sagrari, amb set figures de bronze, per al Col·legi de la Muntanya de Santa Cruz de Tenerife.
1983 És nomenat membre de la Reial Acadèmia de Belles Arts de Santa Isabel de Hungría de Sevilla.
1984 Comença a estudiar la prehistòria de les Balears, i n'elegeix com a figura emblemàtica el foner. En realitza els primers esbossos. És l'inici d'una nova etapa, tant en la temàtica com en l'aspecte formal. Comença el que ell mateix anomena “estudi dels personatges emblemàtics de Mallorca”.
1985 En esta època es queda quasi cec. Li fan una operació prou desgraciada i arriba a creure que no se'n sortirà, però ho aconsegueix i és com l'au Fènix renaixent de les cendres: comença una de les etapes més fructíferes i creatives de la seva vida com a escultor. Realitza infinitat de models sobre el foner balear de formes, posicions, grandàries, materials i tècniques diferents. També realitza quatre relleus d'aquesta temàtica: “La Família”, “La Caça”, “La defensa de les Llibertats” i “La construcció del Talaiot”.
1986 Altar i Sagrari, amb set figures de bronze, per a l'Església dels Franciscans de Texas (EUA).
1988 “La Balanguera”, grup escultòric amb quatre figures que emergeixen d'un bloc de 3,50 metres d'altària. Participa en una exposició col·lectiva a la Casa de Cultura de Felanitx, amb tres foners i el grup Feinejant.
1989 Relleu sobre els foners, titulat “La família” per al Centre de Cultura de Sa Nostra de Palma, de 250cms de llargàtia.
1990 Discurs d'investidura amb motiu de l'ingrés a l'Acadèmia de Belles Arts de Sant Sebastià de Josep Mascaró Pasarius. Es realitza amb plata la gimnasta “El Salt de l'Àngel”, per al premi de joiers.
1991 Realitza una exposició individual a la Casa de Cultura de Felanitx.
1992 Se li atorga la Medalla d'Or del Cercle de Belles Arts de Palma, màxim guardó de la institució. Per aquest motiu hi realitza una exposició individual, patrocinada pels ajuntaments de Palma i Felanitx. Discurs d'investidura amb motiu de l'ingrés a l'Acadèmia de Belles Arts de sant Sebastià de l'escultora Remígia Caubet Gnzález. És guardonat amb el premi Arts i Humanitats 91.92, concedit pel Rotary Club de Mallorca. Participa en l'Expo 92 de Sevilla. És l'únic artista viu que té obra permanentment en la dita exposició, en el Pavelló de les Balears. Presenta un foner de fusta de mida natural, els relleus de “La Caça” i “La Defensa de les Llibertats”, i tres foners de pertit format.
1993 La Fundació Bartolomé March Servera adquireix un foner per al Museu d'Escultura de Cala Rajada. L'Ajuntament de Palma regala al Museu de l'esport de Lausane a Suïssa un foner de Jaume Mir, amb motiu de la concessió de la Universíada 99 a Palma. Participa en l'exposició col·lectiva Per amor a l'Art amb l'obra Ícar, que és col·locada en la Plaça Major. Es ressuscita la polèmica del nu i li és arrencat un braç a la citada estàtua. Comença l'estudi del retrat dels ermitans, realitza diversos dibuixos i un petit relleu. Diversos periòdics comencen a publicar la desaparició de les estàtues Els descarregadors, l'esbós i el Monument a Guillem Sagrera de bronze.
1994 El diari Última Hora i el Grup Serra li concedeixen el Siurell de Plata al millor mallorquí de l'any.
1995 El Parlament Balear adquireix un foner per instal·lar-lo al hall d'entrada. Adquireix igualment l'esbós del mateix foner, del qual es realitzen 70 còpies que són regalades a cada un dels parlamentaris que acaben aquest any la legislatura.
1996 La Universitat de les Illes Balears adquireix el foner “Vigía”. El Parlament Balear li encarrega la medalla de la quarta legislatura, utilitzant com a temàtica el foner balear. Estàtua de Ramon Llull, de bronze, pel nou edifici del Parlament Balear. L'esbós ha estat seriat com a regal per als visitants il·lustres. El Grup Serra i l'Ajuntament de Palma li encarreguen el monument a Josep Mascaró Pasarius. Realitza una taula d'altar i un sagrari amb set figures, per a Puerto Rico.
1997 Discurs d'investidura amb motiu de l'ingrés a l'Acadèmia de Bellas Ats de Sant Sebastià de Palma de Pere A. Serra Bauzà.
1998 Exposició a la Llonja de Palma, organitzada pel Govern Balear, que va ser visitada per més de 30.000 persones. El Govern Balear li concedeix el Premi Ramon Llull.
1999 Monument als “Trencadors de marès” a Muro, realitzat amb bronze. L'Ajuntament de Palma adquireix l'escultura Atletes, amb motiu de la Universíada, que s'instal·la a l'entrada de l'estadi Son Moix a Palma. L'esbós dels “Atletes” és seriat per l'Ajuntament de Palma com a regal per als visitants il·lustres. Discurs d'investidura com a acadèmic de la Reial Acadèmia de Sant Sebastià de Palma del pintor Joan Bennàssar. L'obra Els foners balears editada pel Grup Serra és il·lustrada amb dibuixos de foners realitzats per Mir, més una litografia, també amb el tema dels foners. Esbós per a la figura del dinamiter republicà Antoni Coll. Dibuix del Trencador de Pedra, per il·lustrar l'especial de Nadal del periòdic Última Hora. Monument a Joanot Colom, per al barri de Sont Gotleu. El Consell Insular de Mallorca adquireix “La Balanguera”, de petita grandària, per als visitants il·lustres.
2000 Realitza els retrats de Josep Mascaró Pasarius, Blai Bonet, Pere A. Serra Bauzà, Nadal Batle, Miquel Àngel Riera, Xesc Forteza, Felicià Fuster i Baltasar Porcel. L'Ajuntament d'Alaró aquireix l'obra “Ícar”. Monument a Cervantes a Nàupactos (Lepanto), Grècia. Li concedeixen la medalla de la ciutat de Nàupactos. Realitza una exposició a Pollença amb la figura de Nuredduna com a tema central. Participa en l'exposició Per amor a l'Art amb l'obra “Joanot Colom”.
2001 La comissió executiva del PSIB de Mallorca adquireix una figura femenina per commemorar el dia de la dona treballadora. Monument als treballadors de l'hostaleria “La Benvinguda”, en bronze de 225cms. d'altària.